# SS Cosmos
SS Cosmos to sanmaryński klub piłkarski z siedzibą w Serravalle. Klub powstał w 1979 roku. Bierze udział w rozgrywkach Campionato Sammarinese.

## Sukcesy
- Mistrzostwo San Marino: 2001
- Coppa Titano (4 razy): 1980, 1981, 1995, 1999
- Trofeo Federale (3 razy): 1995, 1998, 1999

## Europejskie puchary
Legenda do wszystkich tabel:
- Q – runda eliminacyjna, 1/16, 1/8, 1/4, 1/2 – odpowiednia faza rozgrywek, Grupa – runda grupowa, 1r gr – pierwsza runda grupowa, 2r gr – druga runda grupowa, F – finał, R – runda, PO – play-off
- k. – rzuty karne, los. – losowanie, Dogr. – dogrywka, w. – zasada bramek strzelonych na wyjeździe

| Sezon   | Puchar                  | Runda | Klub            | Dom | Wyjazd | Dwumecz |
| ------- | ----------------------- | ----- | --------------- | --- | ------ | ------- |
| 2001/02 | Puchar UEFA             | 1Q    | Rapid Wiedeń    | 0–1 | 0–2    | 0–3     |
| 2023/24 | Liga Konferencji Europy | 1Q    | Sutjeska Nikšić | 1–1 | 0–1    | 1–2     |